# Boleslav II av Polen

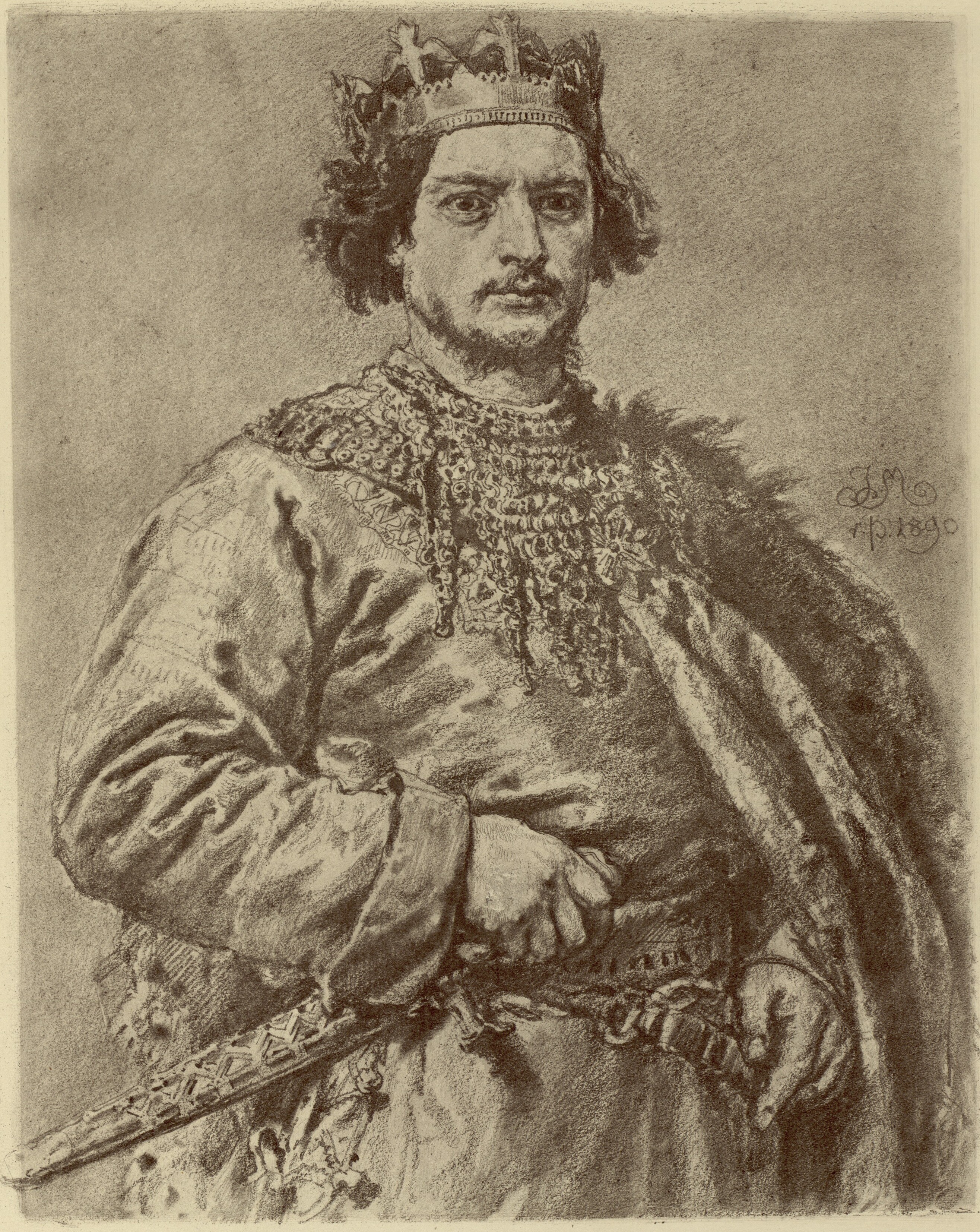
Boleslaw II. Målning av Jan Matejko.

Bolesław II, född omkring 1042, död 1081 eller 1082, var hertig av Polen 1058–1076 och kung av Polen 1076–1079.

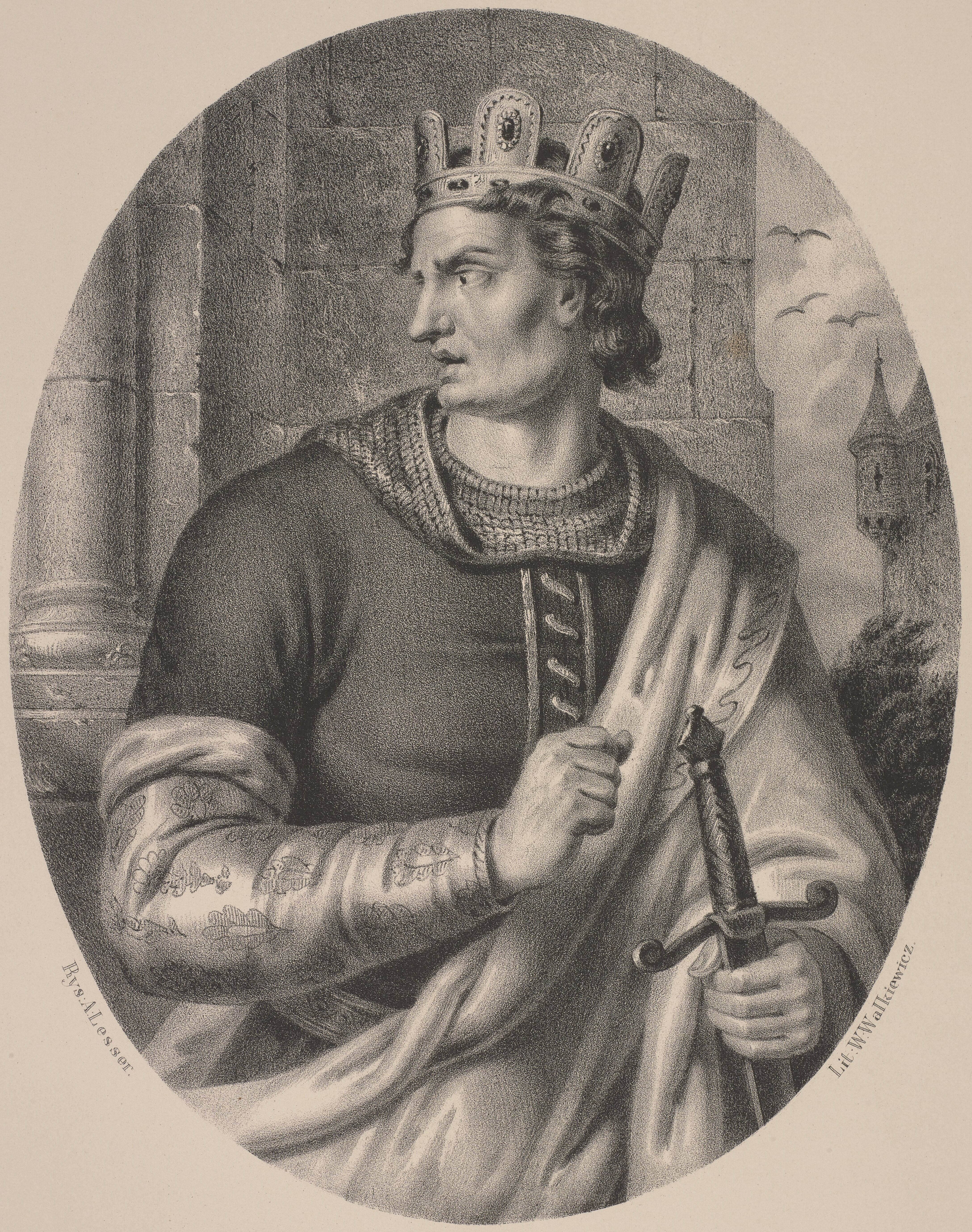
Boleslaw II. Målning av Aleksander Lesser.

Boleslav var en lyckosam krigare, besegrade preussarna och pomrarna och återtog 1069 Kiev, som en tid varit förlorat, men förlorade dock staden på nytt året därpå. Han lyckades också frigöra sig från
Tysklands övervälde och kröntes juldagen 1076. 
Emellertid råkade han i strid med prästerskapet och adeln och mördade med egen hand biskop Stanislav i Kraków. På grund av denna och andra illgärningar blev han fördriven från sitt rike och skall ha dött i ett kloster i Kärnten. Han efterträddes av sin yngre bror Vladislav.